# 퍼 꾸온
퍼 꾸온(베트남어: phở cuốn)은 퍼를 말이 요리로 변형한 것이다. 바인 퍼 생면을 국수 형태로 자르지 않고 넓은 네모 모양으로 자르고, 그 안에 쇠고기, 허브, 채소 등 퍼 재료를 넣어 말아 만든다. 하노이에서 처음 생겨난 음식이다. 느억 쩜에 찍어 먹는다. 하노이에서는 매운 뜨엉 엇에 찍어 먹기도 한다. 튀긴 것은 퍼 란이라 부른다.

## 같이 보기
- 고이 꾸온
- 퍼 란